# Stemmiulus diversicolor
Stemmiulus diversicolor är en mångfotingart som först beskrevs av Filippo Silvestri 1897.  Stemmiulus diversicolor ingår i släktet Stemmiulus och familjen Stemmiulidae. Inga underarter finns listade i Catalogue of Life.